# 34632 Sarahbroas
34632 Sarahbroas è un asteroide della fascia principale. Scoperto nel 2000, presenta un'orbita caratterizzata da un semiasse maggiore pari a 2,7524795 au e da un'eccentricità di 0,1749545, inclinata di 9,81217° rispetto all'eclittica.